# Frederick William Faber
Frederick William Faber C.O. (28 de junho de 1814   - 26 de setembro de 1863) foi um notável escritor de hinos e teólogo inglês, que se converteu do anglicanismo ao catolicismo romano em 1845. Foi ordenado ao sacerdócio católico posteriormente em 1847. Seu trabalho mais conhecido é Faith of Our Fathers.

## Vida
Faber nasceu em 1814 em Calverley, então na Paróquia de Calverley, no West Riding of Yorkshire, onde seu avô, Thomas Faber, era o vigário. Seu tio, o teólogo George Stanley Faber, fora um autor prolífico.
Faber frequentou a escola primária no bispo Auckland, no condado de Durham, durante um curto período de tempo, mas grande parte de sua infância foi passada em Westmorland. Posteriormente, frequentou Harrow e Shrewsbury, seguido de matrícula em 1832 no Balliol College da Universidade de Oxford. Em 1834, ele obteve uma bolsa de estudos no University College, da qual se formou. Em 1836, ganhou o Prêmio Newdigate por um poema sobre "Os Cavaleiros de São João", que suscitou elogios especiais de John Keble. Entre seus amigos da faculdade estavam Arthur Penrhyn Stanley e Roundell Palmer, 1º conde de Selborne. Após a formatura, ele foi eleito membro da faculdade.
A família de Faber era descendente de huguenotes, e as crenças calvinistas eram fortemente mantidas por eles. Quando Faber chegou a Oxford, ele foi exposto à pregação anglo-católica do Movimento Oxford, que estava começando a se desenvolver na Igreja da Inglaterra. Um de seus principais defensores foi o popular pregador John Henry Newman, vigário da Igreja Universitária de Santa Maria Virgem. Faber lutou com essas formas divergentes de crenças e vida cristãs. Para aliviar sua tensão, ele tirava longas férias no Lake District, onde escrevia poesia. Lá ele fez amizade com outro poeta, William Wordsworth. Ele finalmente abandonou as visões calvinistas de sua juventude e tornou-se um seguidor entusiasmado de Newman.

### Um vigário anglicano
Faber foi ordenado na Igreja da Inglaterra em 1839, após o que passou algum tempo sustentando-se como tutor.
Em 1843, Faber aceitou o cargo de reitor em uma igreja em Elton, depois em Huntingdonshire, mas agora em Cambridgeshire. Seu primeiro ato foi ir a Roma para aprender a melhor maneira de realizar sua carga pastoral. Faber introduziu as práticas católicas de comemorar dias de festa, confissão e devoção do Sagrado Coração à congregação. No entanto, havia uma forte presença metodista na paróquia e os dissidentes lotavam sua igreja todos os domingos, na tentativa de desafiar a direção católica romana em que ele estava adotando a congregação.

### Um padre católico

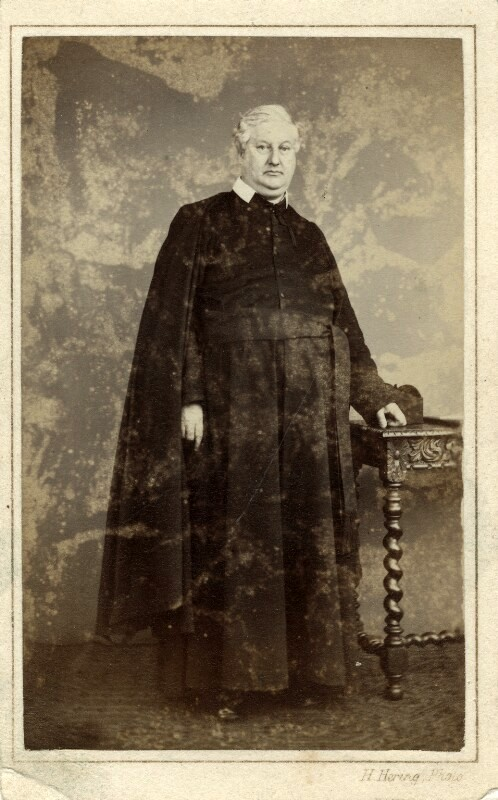
Frederick Faber por volta de 1860

Poucas pessoas ficaram surpresas quando, após prolongada luta mental, Faber deixou Elton para seguir seu herói Newman e ingressar na Igreja Católica, na qual foi recebido em novembro de 1845 pelo bispo William Wareing, de Northampton. Ele foi acompanhado nesta etapa por onze homens da pequena comunidade que se formaram ao seu redor em Elton. Eles se estabeleceram em Birmingham, onde se organizaram informalmente em uma comunidade religiosa, chamando-se Irmãos da Vontade de Deus.
Faber e sua pequena comunidade religiosa foram incentivados em seu empreendimento pelo conde de Shrewsbury, que lhes deu o uso de Cotton Hall em Staffordshire. Em poucas semanas, começaram a construção de uma nova igreja de St. Wilfrid, seu santo padroeiro, projetada pelo notável arquiteto da igreja, Pugin, bem como de uma escola para as crianças locais. Tudo isso era para uma região que não tinha outros católicos naquele momento, a não ser a casa do conde. Os esforços afetaram Faber, que ficou tão doente que não se esperava que ele vivesse e recebeu os Últimos Ritos da Igreja. No entanto, ele se recuperou e foi ordenado sacerdote católico, celebrando sua primeira missa em 4 de abril de 1847. No decurso de sua doença, Faber havia desenvolvido uma forte devoção à Mãe Santíssima. Instigado por essa devoção, ele traduziu o trabalho clássico de São Luís de Montfort, Tratado da Verdadeira Devoção à Santíssima Virgem Maria, para o inglês.

### O Oratório
Juntamente com Newman, Faber sentiu-se atraído pelo modo de vida do Oratório de São Filipe Neri, com sua autoridade descentralizada e maior liberdade de vida do que nos institutos religiosos.
O conde, que havia financiado generosamente a construção de uma nova paróquia para a comunidade, sentiu-se traído por uma partida tão rápida. Além disso, os Wilfridianos, como eram chamados os Irmãos, desejavam usar um hábito religioso tradicional, perturbando as velhas famílias católicas que haviam sobrevivido a séculos de perseguição mantendo um perfil discreto. Newman propôs, assim, que a comunidade de Faber se estabelecesse em outro lugar que não Birmingham e sugeriu Londres como a melhor opção. Assim, em 1849, uma comunidade do oratório foi estabelecida em Londres na William IV Street.
Em 11 de outubro de 1850, festa de St. Wilfrid, a comunidade de Londres foi estabelecida como autônoma e Faber foi eleito seu primeiro reitor, um cargo que ocupava até sua morte. Ele adoeceu novamente, no entanto, quase imediatamente, e recebeu ordens de seus médicos para viajar para um clima mais quente. Ele tentou uma viagem à Terra Santa, mas teve que voltar e, em vez disso, excursionou por Malta e Itália. A comunidade ainda não possuía um lar permanente e, em setembro de 1852, um local foi escolhido em Brompton. Os oratorianos continuaram a construção apesar dos protestos públicos em sua presença.

### Últimos anos
Faber nunca teve boa saúde. Ele sofria de doença há anos, desenvolvendo o que acabou sendo diagnosticado como Doença de Bright, que seria fatal. Apesar de sua saúde debilitada, muito trabalho foi acumulado nesses anos. Ele publicou uma série de obras teológicas e editou a Vida Oratoriana dos Santos.
Faber morreu em 26 de novembro, seu funeral foi em 30 de novembro de 1863 e ele foi enterrado no cemitério de St. Mary's Sydenham, (Kent em 1863) em Londres; que era a casa de retiro do oratório de Brompton. Em 1952, os restos de Pe. Faber foram re-enterrados no Oratório de Brompton em Londres, quando St Mary's foi requisitada pelo Conselho do Condado de Londres. Elizabeth Bowden dera a capela de São Wilfrid no oratório, em memória do padre Faber, pois na vida ele tinha uma grande devoção a São Wilfrid. Ele adotou o nome de santo ao entrar no oratório e escolheu o banquete de St. Wilfrid para a fundação formal da casa de Londres. Seus restos mortais foram colocados em um cofre em frente ao altar e uma laje e inscrição de mármore cobrem o cofre.
Faber era o tio-avô de Geoffrey Faber, co-fundador da editora "Faber and Gwyer", que mais tarde se tornou " Faber and Faber ", uma grande editora de obras literárias e religiosas.
Faber publicou hinários intitulados "Jesus and Mary" (1849), que continham considerações profundas e consideráveis sobre a Teologia Mariana. Faber foi por excelência um escritor católico que corrigiu ideias protestantes de salvação 'automática' do cristão pela morte de Cristo (como evidenciado por 'O Turn to Jesus, Mother Turn') e a ideia de Maria como um mero personagem na história cristã (como evidenciado por "Mother of Mercy, Day by Day").

## Hinos

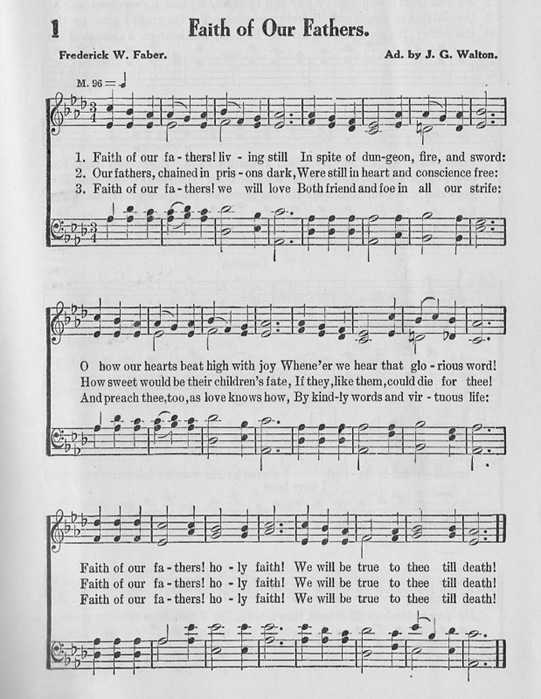
Fé de nossos pais, por Frederick William Faber

Entre os hinos mais conhecidos de Faber estão:
- Dear Angel, ever at my side, how loving must Thou be Um hino ao anjo da guarda
- Caro Guardião de Maria [8]
- Faith of Our Fathers Este hino originalmente tinha duas versões: o inglês e o irlandês, mas é mais comumente cantado para o inglês com uma ligeira alteração
- Hail, Holy Joseph, Hail Um dos hinos mais populares de São José
- Have mercy on us God most Hig um hino à Santíssima Trindade. O mais famoso é o mesmo ar que 'The Star of County Down'
- I was wandering and weary
- esus gentlest Saviour, God of Might and Power Um hino para a Santa Comunhão
- Jesus is God, the glorious bands (n. 298, The Church Hymn Book (1872)), escritas em 1862
- Jesus my Lord, my God, my all! Um hino de ação de graças após a Santa Comunhão
- Like the Dawning of the Morning
- Mother of Mercy, Day by Day (1849) Um hino mariano sobre a importância da devoção mariana
- My God, how wonderful thou art (1849) Um hino ao Pai Eterno
- O Blessed Saint Joseph
- O Jesus, Jesus, dearest Lord (1848)
- O Mother I could weep for Mirth! Joy fills my heart so fast Um hino a Maria Imaculada
- O paradise! O paradise (1849)
- O Purest of Creatures, Sweet Mother, Sweet Maid Um hino a Maria, estrela do mar
- Oh, come and mourn with me awhile (1849) Um hino de paixão com ênfase em Maria
- O turn to Jesus, Mother turn Um hino pedindo a Maria a ajuda das Almas Sagradas no Purgatório
- Oh, gift of gifts (1848)
- Sweet Saviour, bless us were we go
- Sweet Saviour, bless us were we go
- The Greatness of God
- The Will of God/God's Holy Will

Faber era um defensor do canto congregacional e escreveu seus hinos em uma época em que os ingleses em geral estavam lentamente voltando ao canto congregacional após o rigor do anglicanismo da igreja baixa. Então Faber, como católico, expandiu os hinos da Igreja que eram adequados para o canto congregacional e incentivou a prática.
 Devemos lembrar que, se todos os homens manifestamente bons estivessem de um lado e todos os homens manifestamente maus do outro, não haveria perigo de alguém, menos de todos os eleitos, ser enganado por maravilhas mentirosas. São os homens bons, bons uma vez, ainda devemos esperar o bem, que devem fazer a obra do Anticristo e, tão tristemente, crucificar o Senhor novamente. Lembre-se dessa característica dos últimos dias, de que esse engano surge do fato de os homens bons estarem do lado errado. - Padre Frederick Faber, Devotion to the Church, p.27  

## Trabalho
Além de muitos panfletos e traduções, Pe. Faber publicou os seguintes trabalhos:
- The Cherwell Water-Lily and Other Poems (1840)
- Sights and Thoughts in Foreign Churches and among Foreign People (1842)
- Sir Lancelot: A Legend of the Middle Ages (book-length poem, 1842; revised edition, 1857)
- The Styrian Lake and Other Poems (1842)
- The Rosary and Other Poems (1845)
- An Essay on Beatification, Canonization, and the Congregation of Rites (1848)
- All for Jesus, or The Easy Ways of Divine Love (1853)
- Growth in Holiness, or The Progress of the Spiritual Life (1854)
- The Blessed Sacrament, or The Works and Ways of God (1855)
- Poems (1856)
- The Creator and the Creature, or The Wonders of Divine Love (1857)
- The Foot of the Cross, or The Sorrows of Mary (1858)
- Spiritual Conferences (1859)
- The Precious Blood, or The Price of Our Salvation (1860)
- Bethlehem (1860)
- Devotion to the Church
- Notes on Doctrinal and Spiritual Subjects (2 volumes, 1866)